# Villecomtal-sur-Arros
Pour les articles homonymes, voir Arros (homonymie).
Ne doit pas être confondu avec Villecomtal.
Villecomtal-sur-Arros (Vilacomdau d'Arròs en gascon) est une commune française située dans le sud-ouest du département du Gers, en région Occitanie. Sur le plan historique et culturel, la commune est dans le pays d'Astarac, un territoire du sud gersois très vallonné, au sol argileux, qui longe le plateau de Lannemezan.
Exposée à un climat océanique altéré, elle est drainée par l'Arros, le Lurus et par divers autres petits cours d'eau. La commune possède un patrimoine naturel remarquable composé de quatre zones naturelles d'intérêt écologique, faunistique et floristique.
Villecomtal-sur-Arros est une commune rurale qui compte 833 habitants en 2022. Elle fait partie de l'aire d'attraction de Tarbes. Ses habitants sont appelés les Villecomtois ou Villecomtoises.

## Géographie

### Localisation
Villecomtal-sur-Arros est une commune de Gascogne située sur la route nationale 21 entre Mirande et Tarbes. Elle est limitrophe du département des Hautes-Pyrénées.

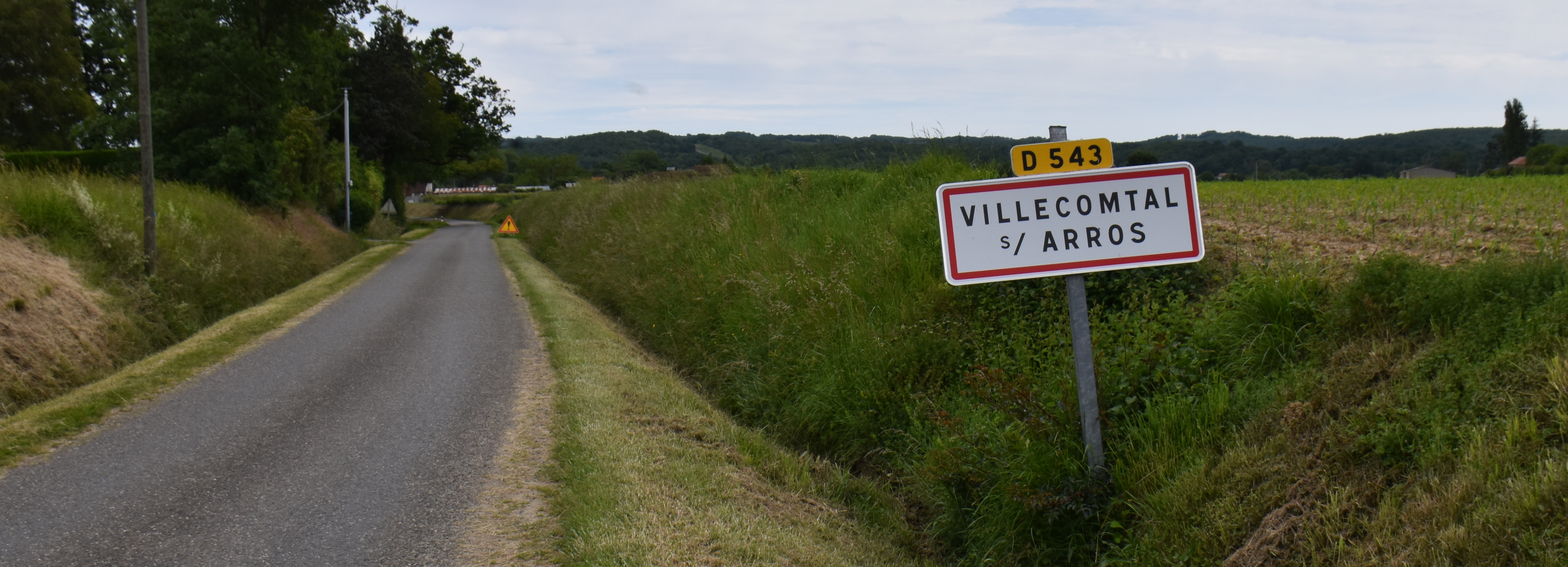
Une entrée du bourg.

### Communes limitrophes
Les communes limitrophes sont  Betplan, Haget, Laguian-Mazous, Montégut-Arros et Rabastens-de-Bigorre.
| Haget                                  | Betplan               |                |
| Rabastens-de-Bigorre (Hautes-Pyrénées) | Villecomtal-sur-Arros | Laguian-Mazous |
|                                        | Montégut-Arros        |                |

### Géologie et relief
L'altitude de la commune varie entre 168 et 315 mètres.
Villecomtal-sur-Arros se situe en zone de sismicité 3 (sismicité modérée).

### Hydrographie
La commune est dans le bassin de l'Adour, au sein du bassin hydrographique Adour-Garonne. Elle est drainée par l'Arros, le Lurus, le ruisseau de Gachies, le ruisseau de Ruat, le ruisseau du Besc, et par divers petits cours d'eau, qui constituent un réseau hydrographique de 10 km de longueur totale,.
L'Arros, d'une longueur totale de 130,8 km, prend sa source dans la commune d'Esparros et s'écoule vers le nord. Il traverse la commune et se jette dans l'Adour à Izotges, après avoir traversé 54 communes.
Le Lurus, d'une longueur totale de 11,7 km, prend sa source dans la commune de Trouley-Labarthe et s'écoule vers le nord-ouest. Il traverse la commune et se jette dans l'Arros à Montégut, après avoir traversé 8 communes.

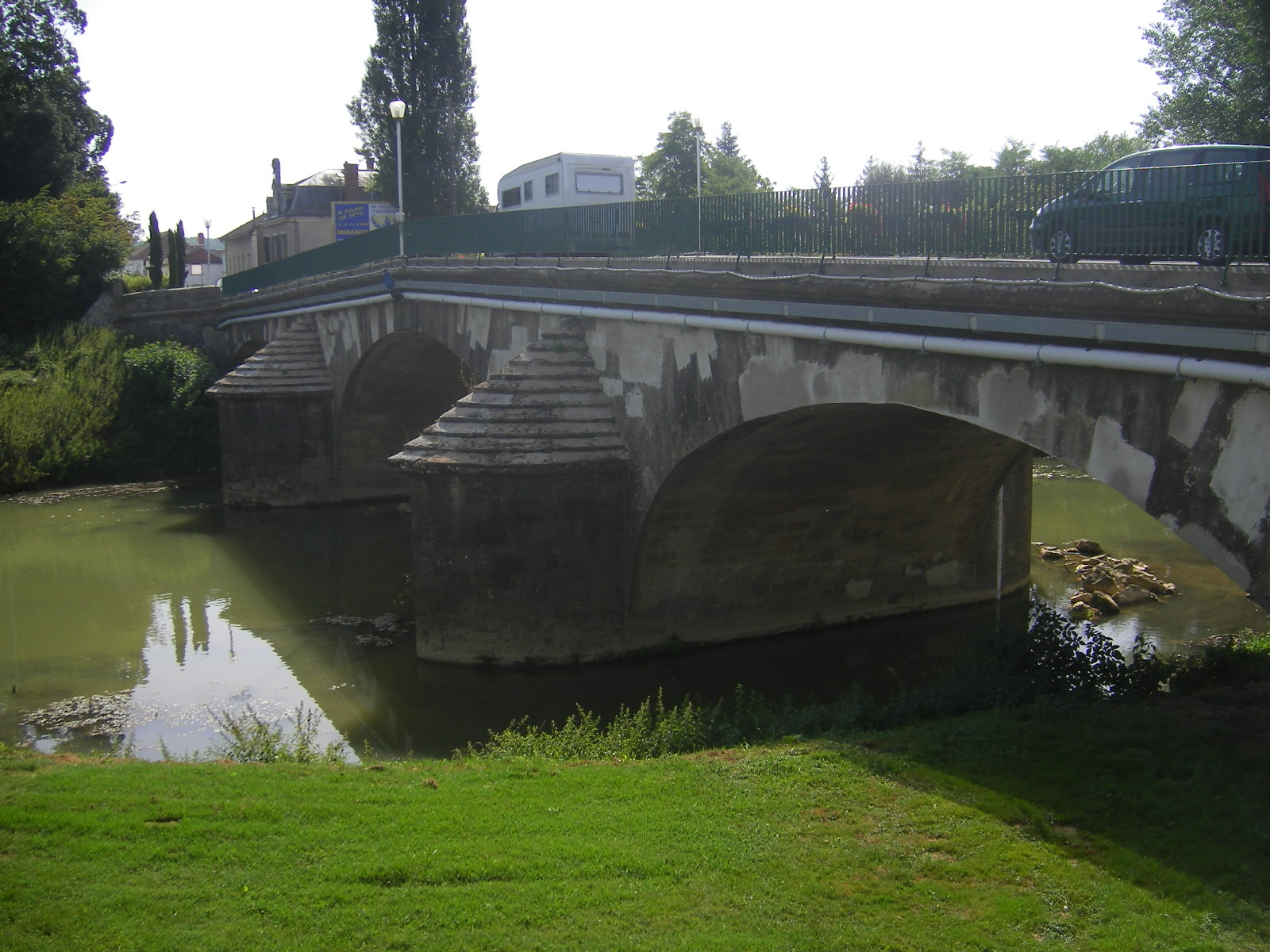
Pont sur l'Arros.
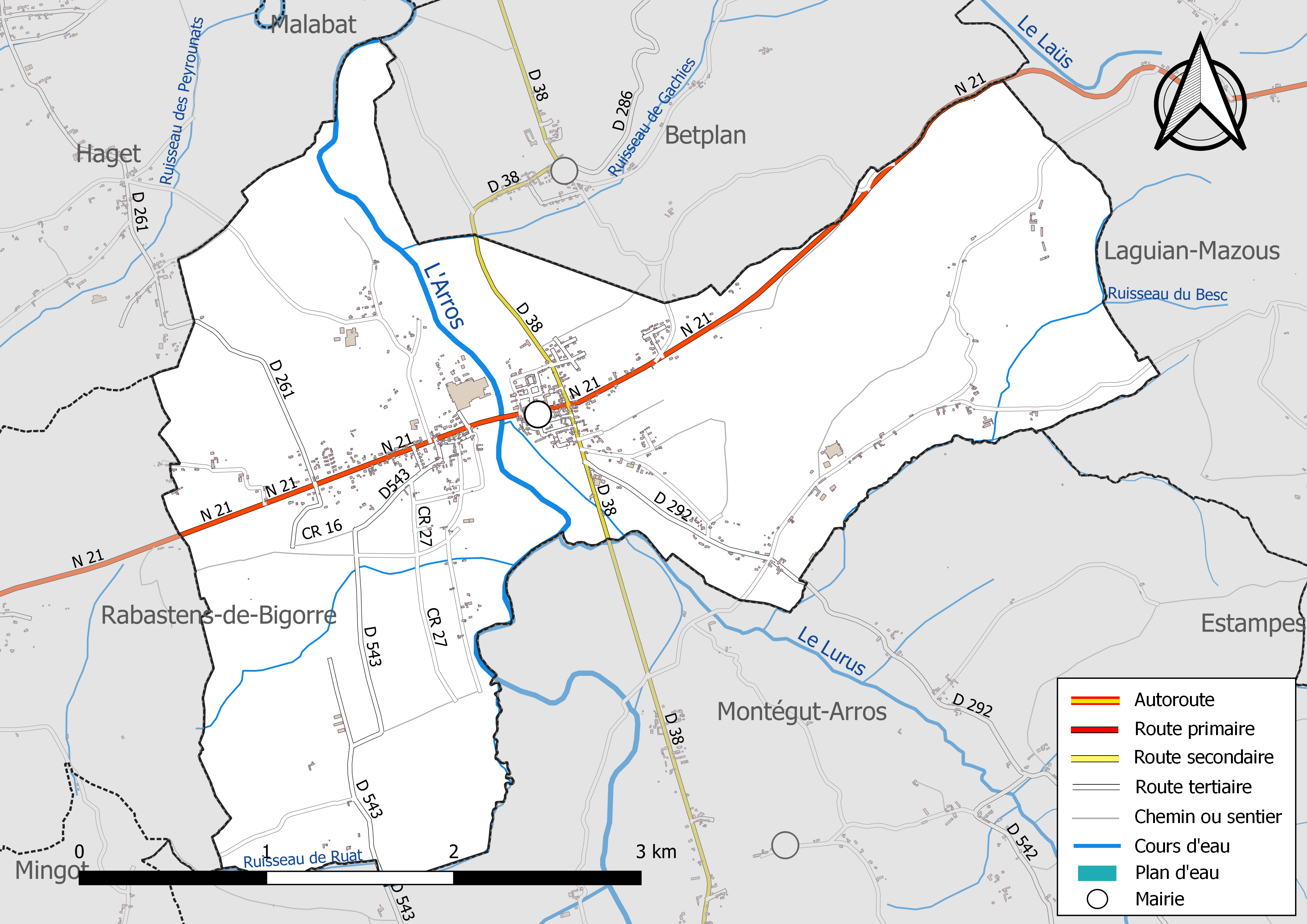
Réseaux hydrographique et routier de Villecomtal-sur-Arros.

### Climat
Pour des articles plus généraux, voir Climat de l'Occitanie et Climat du Gers.
En 2010, le climat de la commune est de type climat des marges montargnardes, selon une étude s'appuyant sur une série de données couvrant la période 1971-2000. En 2020, Météo-France publie une typologie des climats de la France métropolitaine dans laquelle la commune est exposée à un climat océanique altéré et est dans la région climatique Aquitaine, Gascogne, caractérisée par une pluviométrie abondante au printemps, modérée en automne, un faible ensoleillement au printemps, un été chaud (19,5 °C), des vents faibles, des brouillards fréquents en automne et en hiver et des orages fréquents en été (15 à 20 jours).
Pour la période 1971-2000, la température annuelle moyenne est de 13,1 °C, avec une amplitude thermique annuelle de 14,9 °C. Le cumul annuel moyen de précipitations est de 921 mm, avec 10,5 jours de précipitations en janvier et 7 jours en juillet. Pour la période 1991-2020, la température moyenne annuelle observée sur la station météorologique la plus proche, située sur la commune de Sadeillan à 12 km à vol d'oiseau, est de 13,6 °C et le cumul annuel moyen de précipitations est de 900,9 mm,. Pour l'avenir, les paramètres climatiques de la commune estimés pour 2050 selon différents scénarios d'émission de gaz à effet de serre sont consultables sur un site dédié publié par Météo-France en novembre 2022.

### Milieux naturels et biodiversité
L’inventaire des zones naturelles d'intérêt écologique, faunistique et floristique (ZNIEFF) a pour objectif de réaliser une couverture des zones les plus intéressantes sur le plan écologique, essentiellement dans la perspective d’améliorer la connaissance du patrimoine naturel national et de fournir aux différents décideurs un outil d’aide à la prise en compte de l’environnement dans l’aménagement du territoire.
Une ZNIEFF de type 1 est recensée sur la commune :
la « forêt de Betplan et bois de Massecap » (483 ha), couvrant 5 communes du département et trois ZNIEFF de type 2, :
- les « coteaux de Capvern à Betplan » (10 246 ha), couvrant 46 communes dont huit dans le Gers et 38 dans les Hautes-Pyrénées[16] ;
- les « coteaux de Haget à Lhez » (4 261 ha), couvrant 32 communes dont quatre dans le Gers et 28 dans les Hautes-Pyrénées[17] ;
- le « cours de l'Arros » (1 675 ha), couvrant 41 communes dont 20 dans le Gers et 21 dans les Hautes-Pyrénées[18].

Carte des ZNIEFF de type 1 et 2 à Villecomtal-sur-Arros.
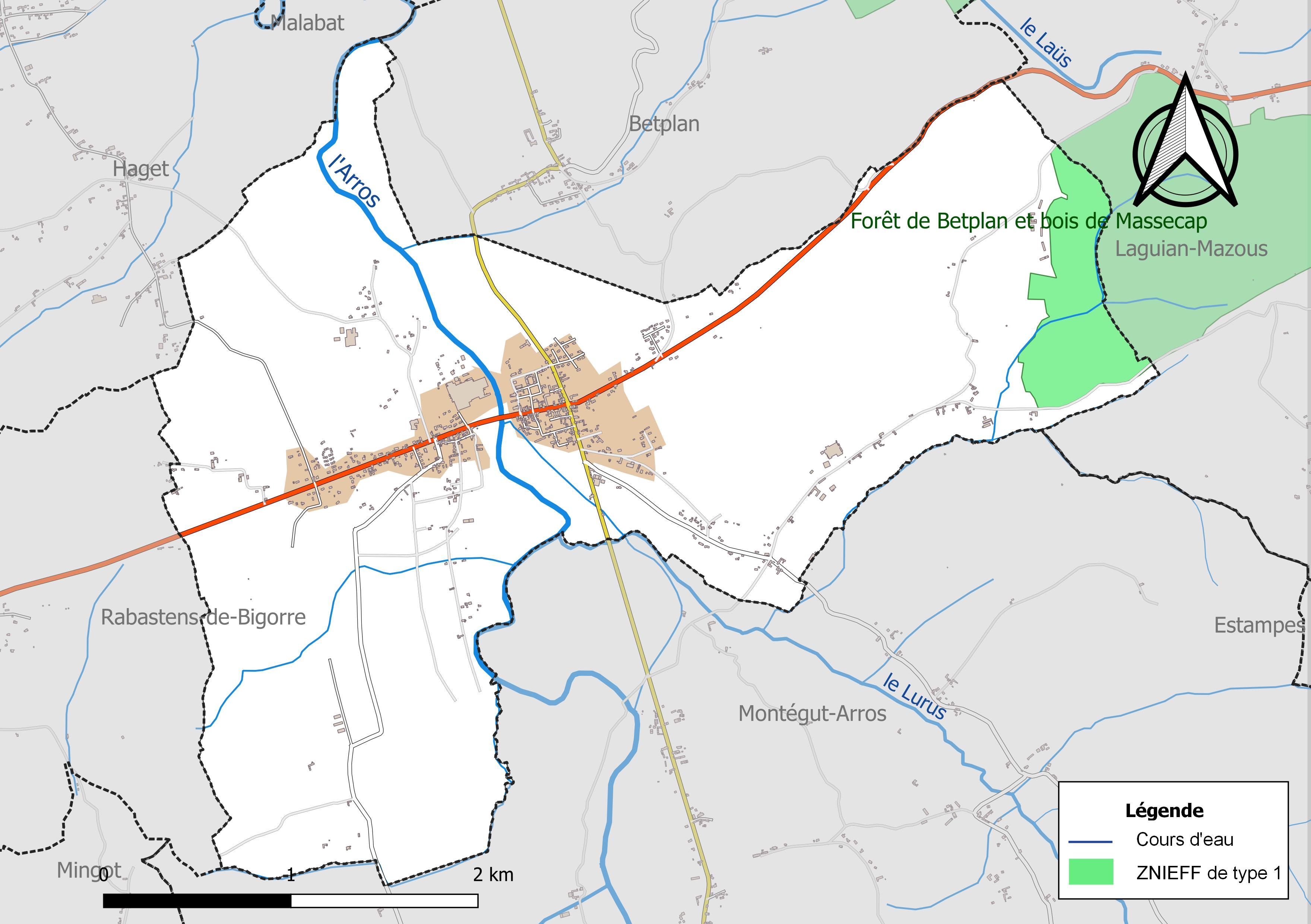
Carte de la ZNIEFF de type 1 sur la commune.
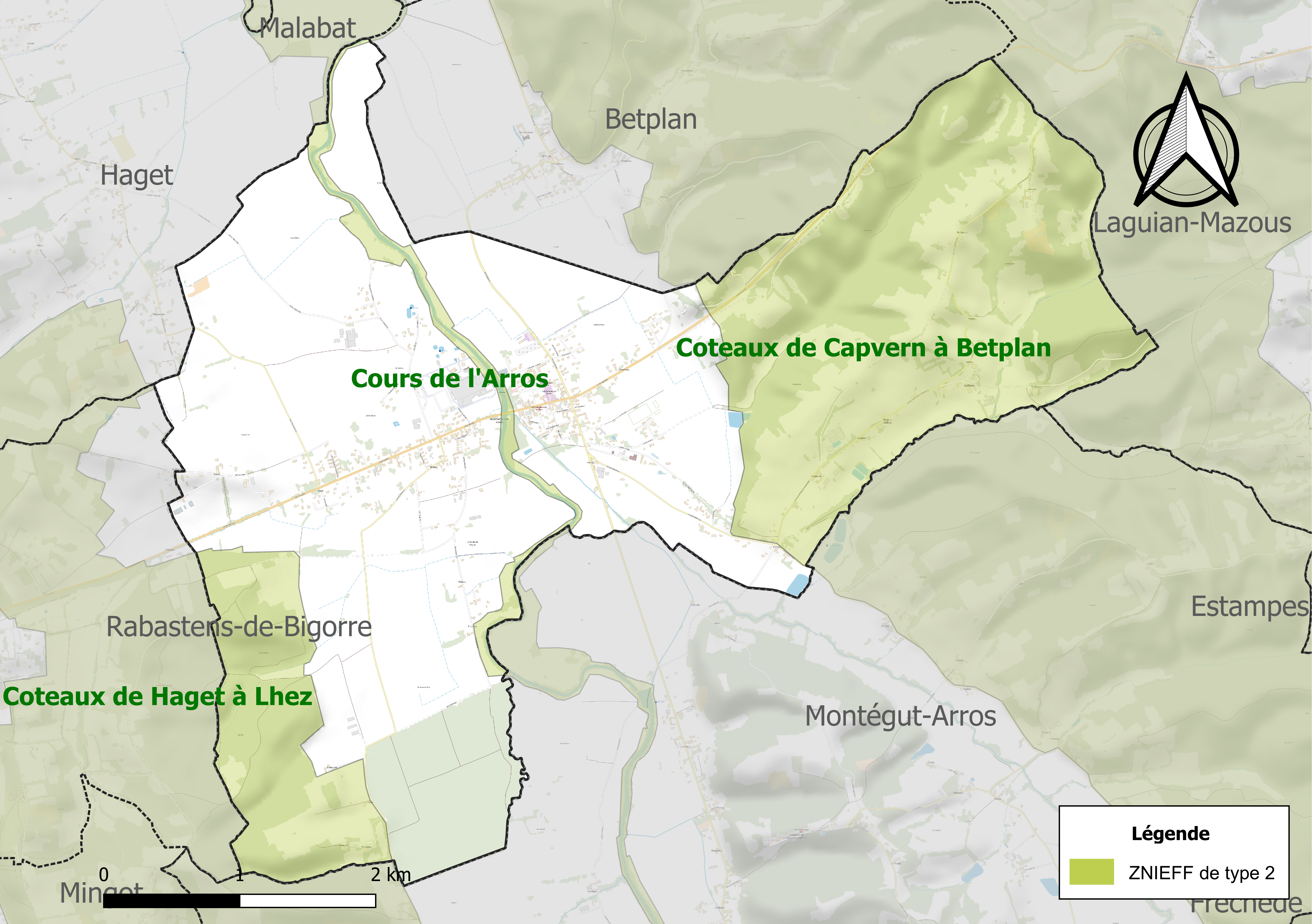
Carte des ZNIEFF de type 2 sur la commune.

## Urbanisme

### Typologie
Au 1er janvier 2024, Villecomtal-sur-Arros est catégorisée commune rurale à habitat dispersé, selon la nouvelle grille communale de densité à sept niveaux définie par l'Insee en 2022.
Elle est située hors unité urbaine. Par ailleurs la commune fait partie de l'aire d'attraction de Tarbes, dont elle est une commune de la couronne,. Cette aire, qui regroupe 153 communes, est catégorisée dans les aires de 50 000 à moins de 200 000 habitants,.

### Occupation des sols
L'occupation des sols de la commune, telle qu'elle ressort de la base de données européenne d’occupation biophysique des sols Corine Land Cover (CLC), est marquée par l'importance des territoires agricoles (69,6 % en 2018), en diminution par rapport à 1990 (71,6 %). La répartition détaillée en 2018 est la suivante :
terres arables (37,2 %), zones agricoles hétérogènes (28,8 %), forêts (23,1 %), zones urbanisées (7,3 %), prairies (3,6 %). L'évolution de l’occupation des sols de la commune et de ses infrastructures peut être observée sur les différentes représentations cartographiques du territoire : la carte de Cassini (XVIIIe siècle), la carte d'état-major (1820-1866) et les cartes ou photos aériennes de l'IGN pour la période actuelle (1950 à aujourd'hui).

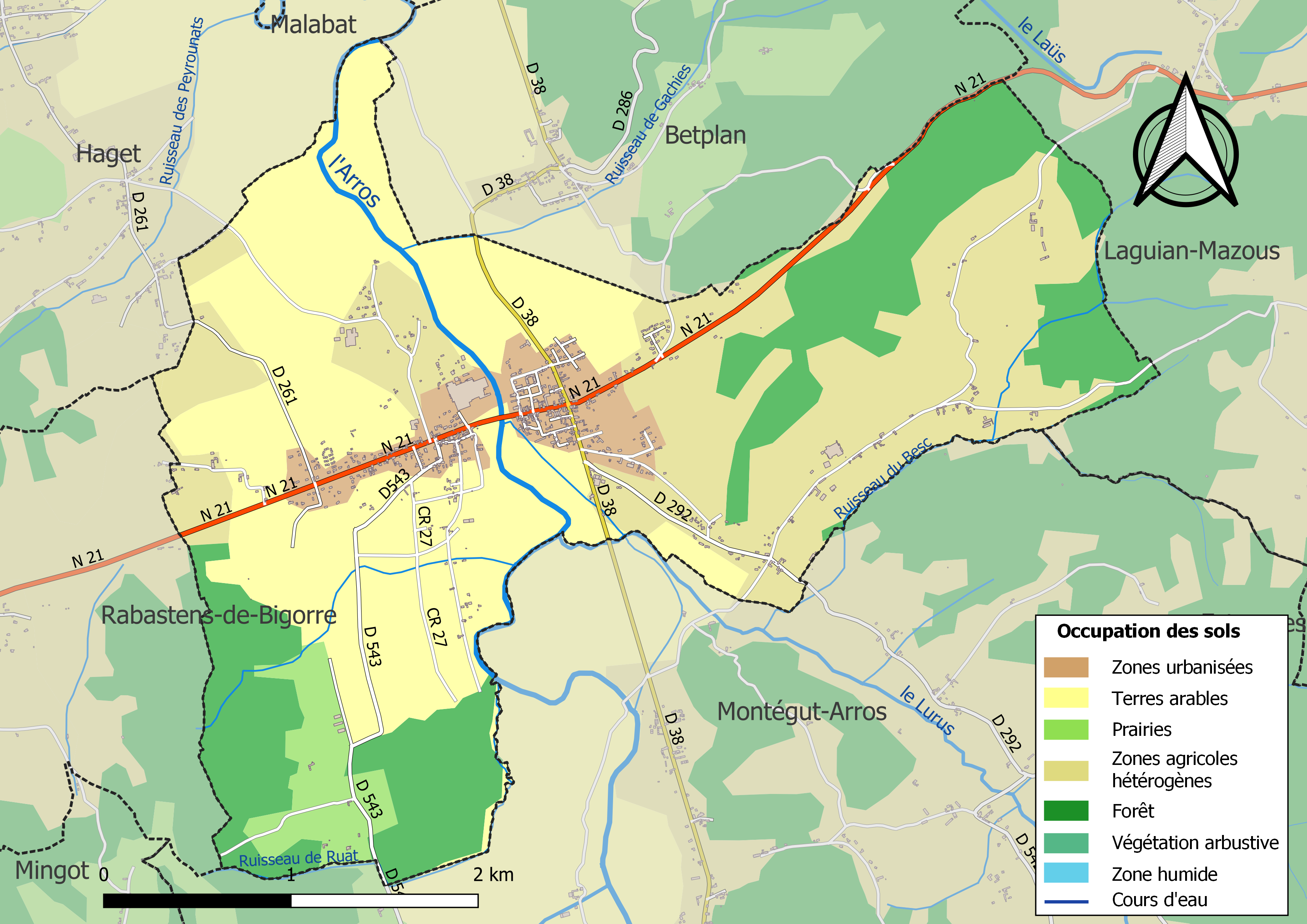
Carte des infrastructures et de l'occupation des sols de la commune en 2018 (CLC).

### Risques majeurs
Le territoire de la commune de Villecomtal-sur-Arros est vulnérable à différents aléas naturels : météorologiques (tempête, orage, neige, grand froid, canicule ou sécheresse), inondations et séisme (sismicité modérée). Il est également exposé à un risque technologique, et le risque industriel. Un site publié par le BRGM permet d'évaluer simplement et rapidement les risques d'un bien localisé soit par son adresse soit par le numéro de sa parcelle.

#### Risques naturels
Certaines parties du territoire communal sont susceptibles d’être affectées par le risque d’inondation par débordement de cours d'eau, notamment l'Arros et le Lurus. La cartographie des zones inondables en ex-Midi-Pyrénées réalisée dans le cadre du XIe Contrat de plan État-région, visant à informer les citoyens et les décideurs sur le risque d’inondation, est accessible sur le site de la DREAL Occitanie. La commune a été reconnue en état de catastrophe naturelle au titre des dommages causés par les inondations et coulées de boue survenues en 1999, 2009 et 2018,.

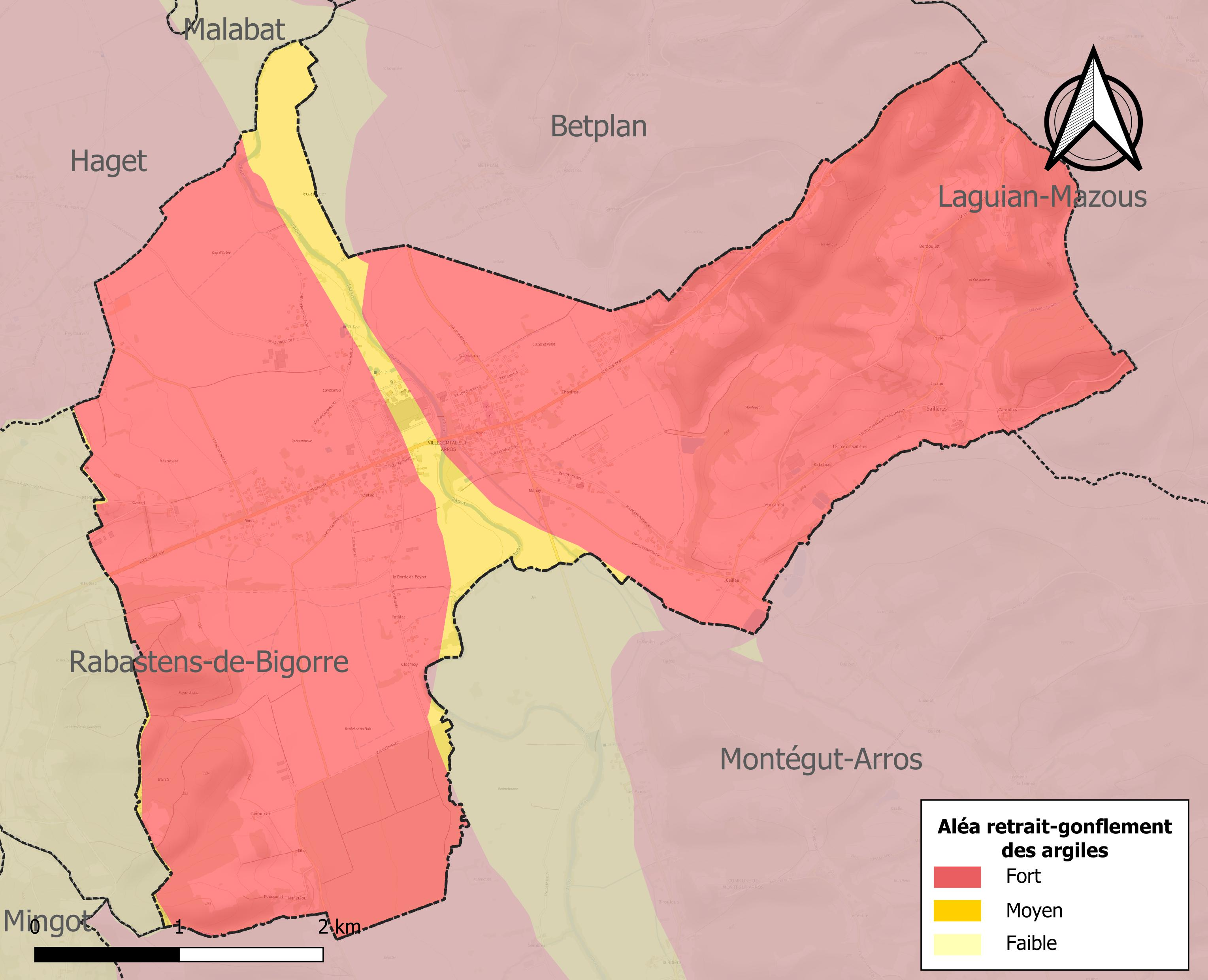
Carte des zones d'aléa retrait-gonflement des sols argileux de Villecomtal-sur-Arros.

Le retrait-gonflement des sols argileux est susceptible d'engendrer des dommages importants aux bâtiments en cas d’alternance de périodes de sécheresse et de pluie. La totalité de la commune est en aléa moyen ou fort (94,5 % au niveau départemental et 48,5 % au niveau national). Sur les 410 bâtiments dénombrés sur la commune en 2019, 410 sont en aléa moyen ou fort, soit 100 %, à comparer aux 93 % au niveau départemental et 54 % au niveau national. Une cartographie de l'exposition du territoire national au retrait gonflement des sols argileux est disponible sur le site du BRGM,.
Par ailleurs, afin de mieux appréhender le risque d’affaissement de terrain, l'inventaire national des cavités souterraines permet de localiser celles situées sur la commune.
Concernant les mouvements de terrains, la commune a été reconnue en état de catastrophe naturelle au titre des dommages causés par la sécheresse en 1989 et par des mouvements de terrain en 1999.

#### Risques technologiques
La commune est exposée au risque industriel du fait de la présence sur son territoire d'une entreprise soumise à la directive européenne SEVESO.

## Toponymie
Villecomtal devient officiellement Villecomtal-sur-Arros en 1958.

## Histoire
Le comte Arnaud Guilhem III a souhaité que cette petite ville fortifiée devienne le siège des « Petits États de Pardiac ».
Fortifié dès le Moyen Âge, le village reçoit une charte de coutumes en 1337.
Pendant la Révolution, la ville prend temporairement le nom de Pont-Libre.
De ses murailles, il ne reste qu'une vieille porte à voûte en berceau brisé, dite « tour du château d'Arcourt ».

## Politique et administration

### Liste des maires
| Période                                  | Période    | Identité              | Étiquette | Qualité |
| ---------------------------------------- | ---------- | --------------------- | --------- | --- |
| 1891                                     | 1919       | Louis Vignes          |           | |
| 12-1919                                  | 1930       | Jean Monbernard       |           | |
| 11-10-1930                               | 07-07-1935 | Abel Gardey           | Rad.      | Avocat Ministre (1932-1933) Député (1914-1919, 1951-1955) Sénateur (1924-1941) Président du Conseil Général |
| 07-07-1935                               | 02-1940    | Théophile Vezin       |           | |
| 20-05-1945                               | 26-10-1947 | Jean Marie Monbernard |           | |
| 26-10-1947                               | 19-03-1965 | Albert Soules         |           | |
| 19-03-1965                               | 22-04-1967 | Jean Courregelongue   |           | |
| 09-09-1967                               | 1980       | Roger Castay          |           | |
| 22-05-1980                               | 17-03-1989 | Claude Danos          |           | |
| 17-03-1989                               | 18-03-2001 | Claude Moncassin      |           | |
| 18-03-2001                               | 2020       | André Danos           | PS        | Retraité de l'enseignement                                                                                  |
| 2020                                     | En cours   | Matthieu Moura        |           | |
| Les données manquantes sont à compléter. |            |                       |           | |

## Population et société

### Démographie
| 1793 | 1800 | 1806 | 1821 | 1831 | 1841  | 1846 | 1851 | 1856 |
| ---- | ---- | ---- | ---- | ---- | ----- | ---- | ---- | ---- |
| 600  | 621  | 770  | 871  | 881  | 1 016 | 964  | 933  | 931  |

| 1861 | 1866 | 1872 | 1876 | 1881 | 1886 | 1891 | 1896 | 1901 |
| ---- | ---- | ---- | ---- | ---- | ---- | ---- | ---- | ---- |
| 877  | 840  | 891  | 890  | 882  | 847  | 750  | 753  | 723  |

| 1906 | 1911 | 1921 | 1926 | 1931 | 1936 | 1946 | 1954 | 1962 |
| ---- | ---- | ---- | ---- | ---- | ---- | ---- | ---- | ---- |
| 714  | 661  | 551  | 583  | 519  | 539  | 552  | 501  | 553  |

| 1968 | 1975 | 1982 | 1990 | 1999 | 2006 | 2007 | 2012 | 2017 |
| ---- | ---- | ---- | ---- | ---- | ---- | ---- | ---- | ---- |
| 572  | 642  | 671  | 773  | 743  | 801  | 809  | 824  | 853  |

| 2022 | - | - | - | - | - | - | - | - |
| ---- | - | - | - | - | - | - | - | - |
| 833  | - | - | - | - | - | - | - | - |

### Enseignement
Villecomtal-sur-Arros dispose d'une école maternelle publique (40 élèves en 2013) et d'une école élémentaire publique (66 élèves en 2013).

### Sports

#### Rugby à XV
- Le Stade Villecomtal Arros[34],[35] :
  - Vice champion de France de 4e série en 2010
  - Champion Armagnac-Bigorre de 3e série en 2009
  - Champion Armagnac-Bigorre de 3e série en 2003
  - Champion Armagnac-Bigorre de 5e série en 2002
  - Champion de France de 4e série en 1998
  - Champion Armagnac-Bigorre de 4e série en 1998
  - Champion Armagnac-Bigorre de 1re série en 1991
  - Champion Armagnac-Bigorre de 3e série en 1986
  - Champion Armagnac-Bigorre de 1re série en 1978
  - Champion Armagnac-Bigorre de 4e série en 1973

## Économie

### Revenus
En 2018 (données Insee publiées en septembre 2021), la commune compte 383 ménages fiscaux, regroupant 804 personnes. La médiane du revenu disponible par unité de consommation est de 19 350 € (20 820 € dans le département).

### Emploi
|                | 2008  | 2013  | 2018  |
| -------------- | ----- | ----- | ----- |
| Commune        | 7,7 % | 9,9 % | 15 %  |
| Département    | 6,1 % | 7,5 % | 8,2 % |
| France entière | 8,3 % | 10 %  | 10 %  |

En 2018, la population âgée de 15 à 64 ans s'élève à 475 personnes, parmi lesquelles on compte 73,4 % d'actifs (58,3 % ayant un emploi et 15 % de chômeurs) et 26,6 % d'inactifs,. En 2018, le taux de chômage communal (au sens du recensement) des 15-64 ans est supérieur à celui de la France et du département, alors qu'il était inférieur à celui de la France en 2008.
La commune fait partie de la couronne de l'aire d'attraction de Tarbes, du fait qu'au moins 15 % des actifs travaillent dans le pôle,. Elle compte 509 emplois en 2018, contre 500 en 2013 et 595 en 2008. Le nombre d'actifs ayant un emploi résidant dans la commune est de 284, soit un indicateur de concentration d'emploi de 179,4 % et un taux d'activité parmi les 15 ans ou plus de 50,9 %.
Sur ces 284 actifs de 15 ans ou plus ayant un emploi, 116 travaillent dans la commune, soit 41 % des habitants. Pour se rendre au travail, 85,7 % des habitants utilisent un véhicule personnel ou de fonction à quatre roues, 1,7 % les transports en commun, 6,7 % s'y rendent en deux-roues, à vélo ou à pied et 6 % n'ont pas besoin de transport (travail au domicile).

### Activités hors agriculture

#### Secteurs d'activités
68 établissements sont implantés à Villecomtal-sur-Arros au 31 décembre 2019. Le tableau ci-dessous en détaille le nombre par secteur d'activité et compare les ratios avec ceux du département,.
| Secteur d'activité                                                                                        | Commune | Commune | Département |
| Secteur d'activité                                                                                        | Nombre  | %       | %           |
| --- | ------- | ------- | ----------- |
| Ensemble                                                                                                  | 68      |         |             |
| Industrie manufacturière, industries extractives et autres                                                | 11      | 16,2 %  | (12,3 %)    |
| Construction                                                                                              | 9       | 13,2 %  | (14,6 %)    |
| Commerce de gros et de détail, transports, hébergement et restauration                                    | 19      | 27,9 %  | (27,7 %)    |
| Activités financières et d'assurance                                                                      | 4       | 5,9 %   | (3,5 %)     |
| Activités immobilières                                                                                    | 3       | 4,4 %   | (5,2 %)     |
| Activités spécialisées, scientifiques et techniques et activités de services administratifs et de soutien | 10      | 14,7 %  | (14,4 %)    |
| Administration publique, enseignement, santé humaine et action sociale                                    | 6       | 8,8 %   | (12,3 %)    |
| Autres activités de services                                                                              | 6       | 8,8 %   | (8,3 %)     |

Le secteur du commerce de gros et de détail, des transports, de l'hébergement et de la restauration est prépondérant sur la commune puisqu'il représente 27,9 % du nombre total d'établissements de la commune (19 sur les 68 entreprises implantées à Villecomtal-sur-Arros), contre 27,7 % au niveau départemental.

#### Entreprises et commerces
Les quatre entreprises ayant leur siège social sur le territoire communal qui génèrent le plus de chiffre d'affaires en 2020 sont :
- Maestri, fabrication de sièges d'ameublement d'intérieur (3 513 k€)
- Peltz Abadie Charles De L Arros SARL, commerce de gros (commerce interentreprises) de matériel agricole (1 733 k€)
- Pharmacie La Panacee, commerce de détail de produits pharmaceutiques en magasin spécialisé (874 k€)
- Vintage Motor's Passion 32 - VMP 32, entretien et réparation de véhicules automobiles légers (336 k€)

Villecomtal-Sur-Arros compte près de 850 habitants (estimation mairie juin 2006) et possède un pôle industriel et artisanal parmi les plus importants (en termes d'emplois) du département du Gers. Ainsi compte-t-on parmi ses unités les plus représentatives :
- 1 unité de production laitière appartenant à la multinationale Danone et plus connue sous le nom de « Laiterie de Villecomtal » ;
- 1 unité de découpe laser « ETRI Sud Ouest » ;
- 1 unité de production de sièges « Ets Maestri Frères » ;
- 1 unité de transformation de matières plastiques « Stradour Industries » ;
- 1 unité de mécanique de précision « Ets Curdi ».

Elle dispose de nombreuses autres unités artisanales plus petites, ainsi qu'un ensemble de commerces et services tant publics que privés.

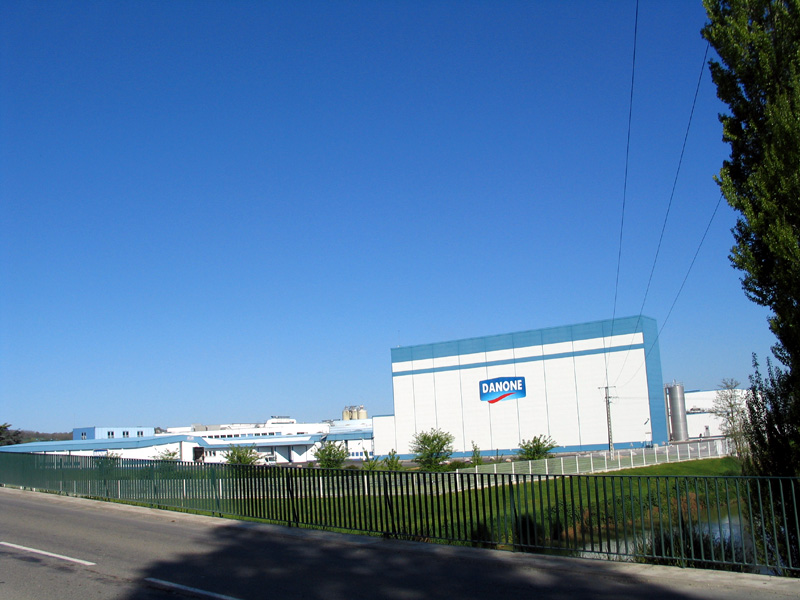
L'usine Danone.

La laiterie « Villecontal » créée en 1956 par Léonce Salat et développée par Alain Fremont, est désormais la propriété de la multinationale Danone.
Elle représentait en 2005 :
- 240 salariés permanents ;
- 125000 tonnes de produits frais laitiers ;
- 850 producteurs de lait ;
- 135 millions de litres de lait collecté.

### Agriculture
|               | 1988 | 2000 | 2010 | 2020 |
| ------------- | ---- | ---- | ---- | ---- |
| Exploitations | 21   | 15   | 12   | 9    |
| SAU (ha)      | 410  | 462  | 429  | 600  |

La commune est dans l'Astarac, une petite région agricole englobant tout le Sud du département du Gers, un quart de sa superficie, et correspondant au pied de lʼéventail gascon. En 2020, l'orientation technico-économique de l'agriculture  sur la commune est la polyculture et/ou le polyélevage. Neuf exploitations agricoles ayant leur siège dans la commune sont dénombrées lors du recensement agricole de 2020 (21 en 1988). La superficie agricole utilisée est de 600 ha,,.

## Culture locale et patrimoine

### Lieux et monuments

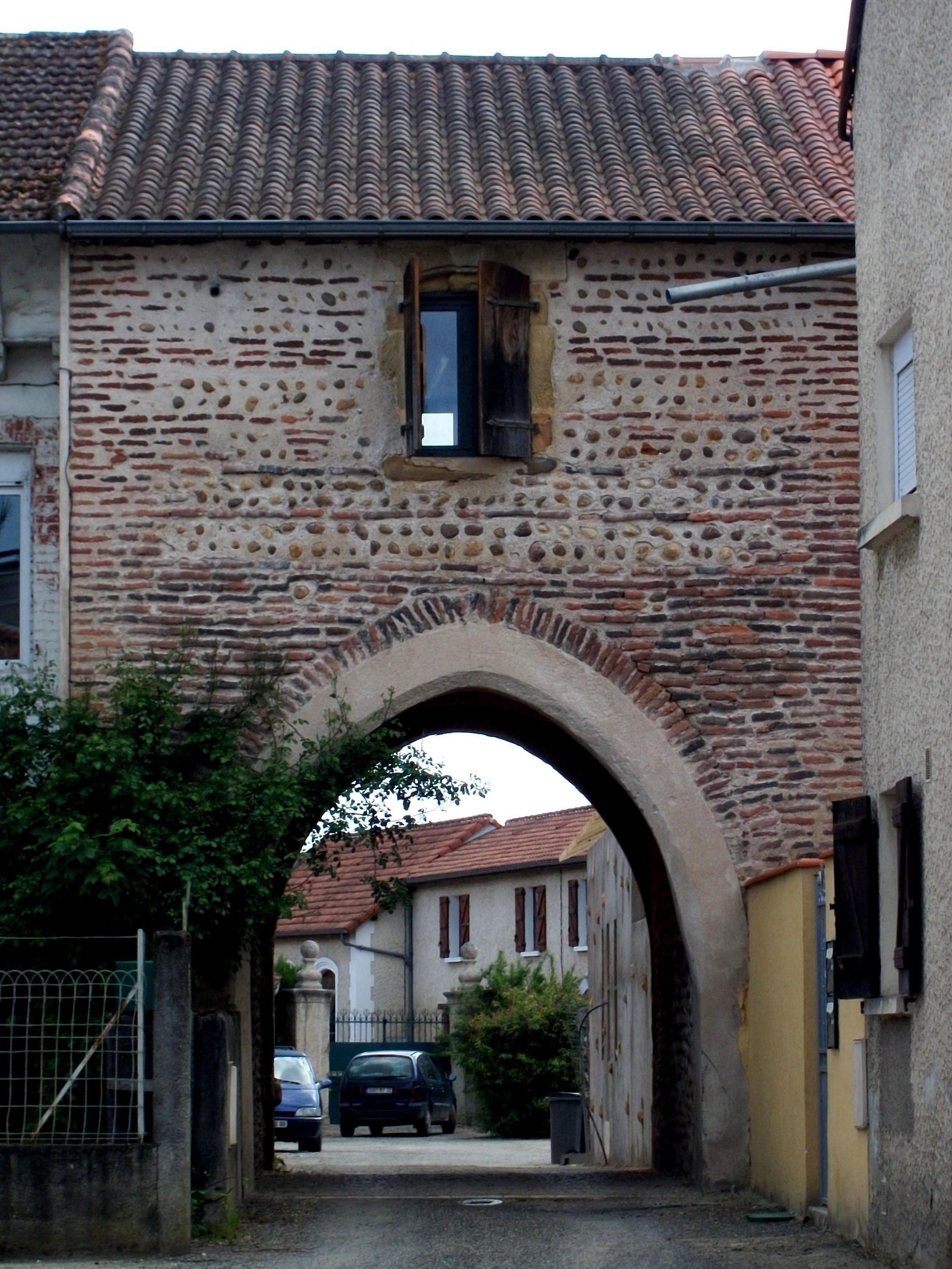
Porte.

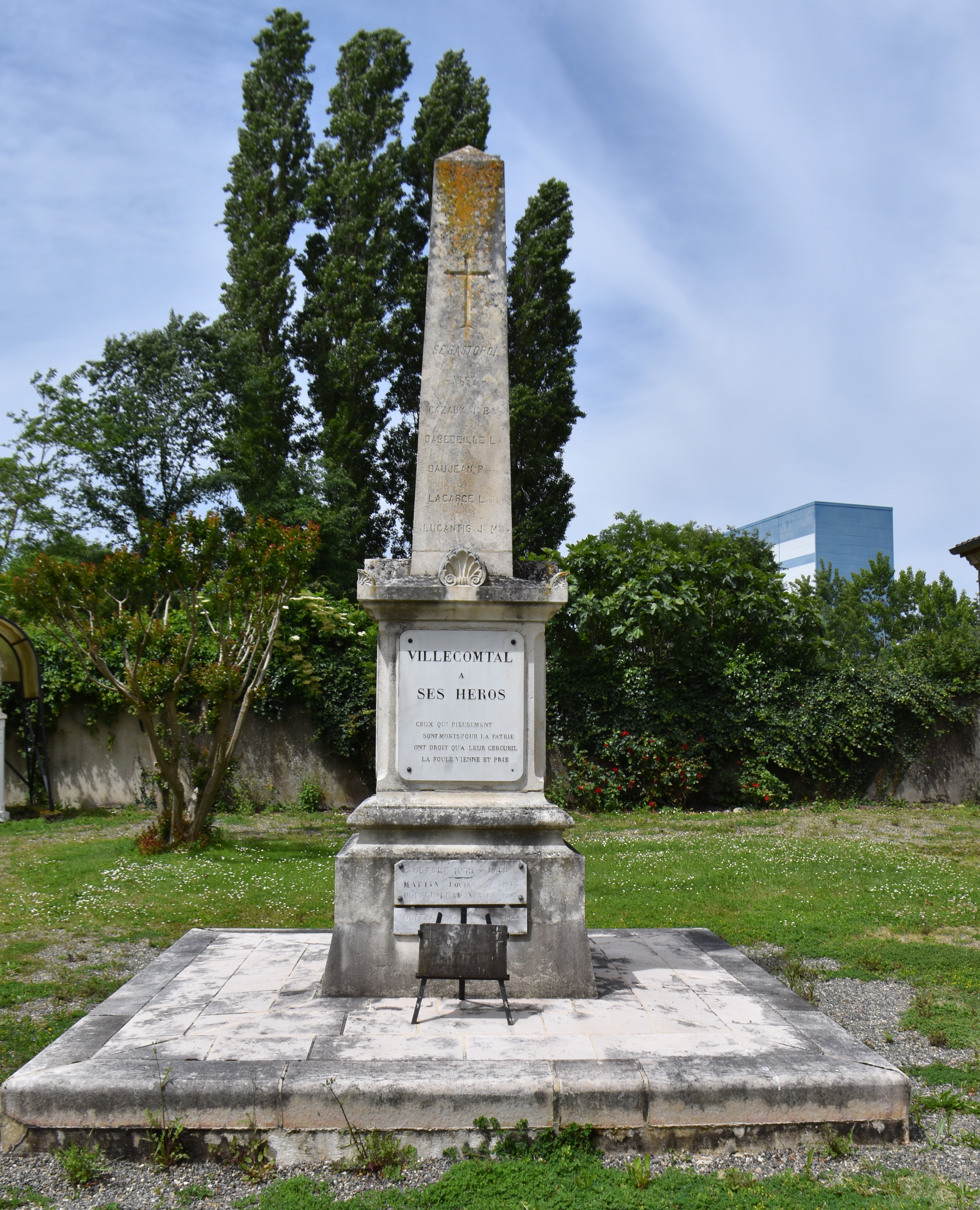
Le monument aux morts.

- L'église Saint-Jacques est un édifice du XIXe siècle dont les origines remontent au XIVe siècle. Son plafond est entièrement décoré.
- Une porte d'enceinte, située au bord la route nationale 21, constitue le principal vestige du château des comtes de Pardiac.
- Le Château de Betplan est remarquable par sa façade classique, ses toitures à forte pente et ses terrasses à balustres. Il se trouve à la sortie de Villecomtal, sur la route départementale 38.
- Une ancienne maison bourgeoise du XIXe siècle, nichée au fond d'un parc, abrite le restaurant « Le rive droite ». George Sand, en son temps, fut conquise par le charme de ce site.

### Personnalités liées à la commune
- Victor Luro (1823-1903) : homme politique né et mort à Villecomtal-sur-Arros ;
- Abel Gardey (1882-1957) : homme politique et ancien maire de Villecomtal-sur-Arros élu en 1930 ;
- Louis Lafforgue (1892-1934) : homme politique né à Villecomtal-sur-Arros ;
- Pierre Potier (1934-2006) : chimiste membre notamment de l'Académie des sciences, qui, s'il n'est pas né à Villecomtal, y avait ses origines familiales et y résidait très régulièrement depuis sa prime enfance jusqu'à son décès en 2006.

## Vie locale

### Associations
- Amicale des Sapeurs Pompiers
- Amitié Afrique Arros : Projet visant à améliorer les conditions de vie quotidienne en Afrique. En Afrique : Antenne locale de l'association, remise en état des pompes, bibliothèque, assistance scolaire. En France : collecte de fonds: vide-greniers, expositions, conférences, vidéos, repas, débats, cours de danse
- ArrosEco : Association des commerçants, artisans et professions libérales de la communauté de communes des hautes Vallées de Gascogne[40].
- Association des Retraités de la Laiterie de Villecomtal : Animations pour les anciens de la laiterie, voyages, sorties culturelles...
- Ball Trap Villecomtal Arros (B.T.V.A.)
- Cyclo-Club Villecomtal Val d'Arros
- Fêtes de la Paix : Promotion d’une culture de la paix. organisation de la fête de la paix
- Foyer Intercommunal du Val d'Arros (FIVA) : Le fiva est une association loi 1901 créée en 1970. Elle regroupe des activités sportives et culturelles. Les sections proposées sont : Couture, Bibliothèque, Cuisine, Danse Moderne, Danses Gasconnes, Échecs, Marche, Patois des Villages, Mémoire des villages, Tennis et Tir à l'arc
- JAVA : Association culturelle, animations en milieu rural, festival Rock In Villecomtal
- La Bulle des Arts : Echanges entre arts et artisanats toutes cultures
- La Gaule Villecomtoise, AAPPMA (Association Agréée pour la Pêche et la Protection du Milieu Aquatique) de la vallée de l'Arros, dont les premiers statuts remontent au 12 décembre 1932, s'occupe de la gestion piscicole et halieutique au sein des différents territoires lui afférant le long de la rivière Arros et dans les limites du département du Gers, à savoir: Beccas, Betplan, Blousson-Sérian, Cazaux-Villecomtal, Haget, Laguian-Mazous, Malabat, Montégut-Arros, Sembouès, Troncens, Villecomtal-sur-Arros.
- Les Fils d'Argent
- Les Mousquetaires de l'Astarac : Rassemblement des écoles de rugby de Miélan, Mirande et Villecomtal
- Régie Rurale des Services en Pays Val d'Adour : Association d'insertion par l'activité économique
- S.V.A. Rugby